# Pomocný pohon (PTO)
Pomocný pohon PTO (z anglického Power take-off) je mechanické zařízení, většinou připojené na převodovku automobilu nebo traktoru. PTO slouží k přenosu hnací síly (krouticího momentu) z převodovky na další zařízení jako jsou hydraulická čerpadla, hydromotory nebo kardany. PTO se na převodovky montuje převážně na zadní stranu převodovky vedle hlavního kardanu nebo na boční stranu převodovky, přičemž nejsou výjimkou PTO namontované na horní či spodní straně převodovky. Existuje široká škála modelů PTO, které jsou konstruovány především podle jednotlivých převodovek. Někdy se můžeme setkat i s termínem "motorové PTO", což znamená, že PTO není namontované na převodovce, ale na motoru.

PTO mají výstupní přírubu upravenou dle norem čerpadel, aby na danou přírubu bylo možné připojit standardizovaná čerpadla, kardany atd. Výstupní příruby jsou standardizovány například podle DIN 5462 (nejčastěji požívaná příruba v ČR[zdroj?] – pro 8drážkovou hřídel o rozměrech 8x32x35 mm a přírubou o 4 dírách s roztečí šroubů 80x80 mm) nebo UNI 21-222 (se 7drážkovou hřídelí o rozměrech 7x21x25 mm se 3 dírami).

## Využití PTO
Největší využití naleznou pomocné pohony v nástavbářském odvětví, kde pomocný pohon v kombinaci s hydraulickým čerpadlem funguje jako zdroj hydraulického tlaku. Jsou tak poháněny například hydraulické nakládací jeřáby, sklápěcí nástavby, pracovní plošiny a další zařízení.
Základní parametry pro výběr pomocného pohonu

Typ převodové skříně: například ZF 6S850 (EATON FS 8309 A, IVECO 2854.5 apod.)

Převodový poměr na první rychlostní stupeň: např. total ratio: 0,79 – 1,00

Provedení převodové skříně: s retardérem (intardérem) nebo bez

Potřebný výkon PTO: např.: požadovaný průtok 30 l/min při max. kontinuálním pracovním tlaku 300 Bar